# Willem Bontekoe

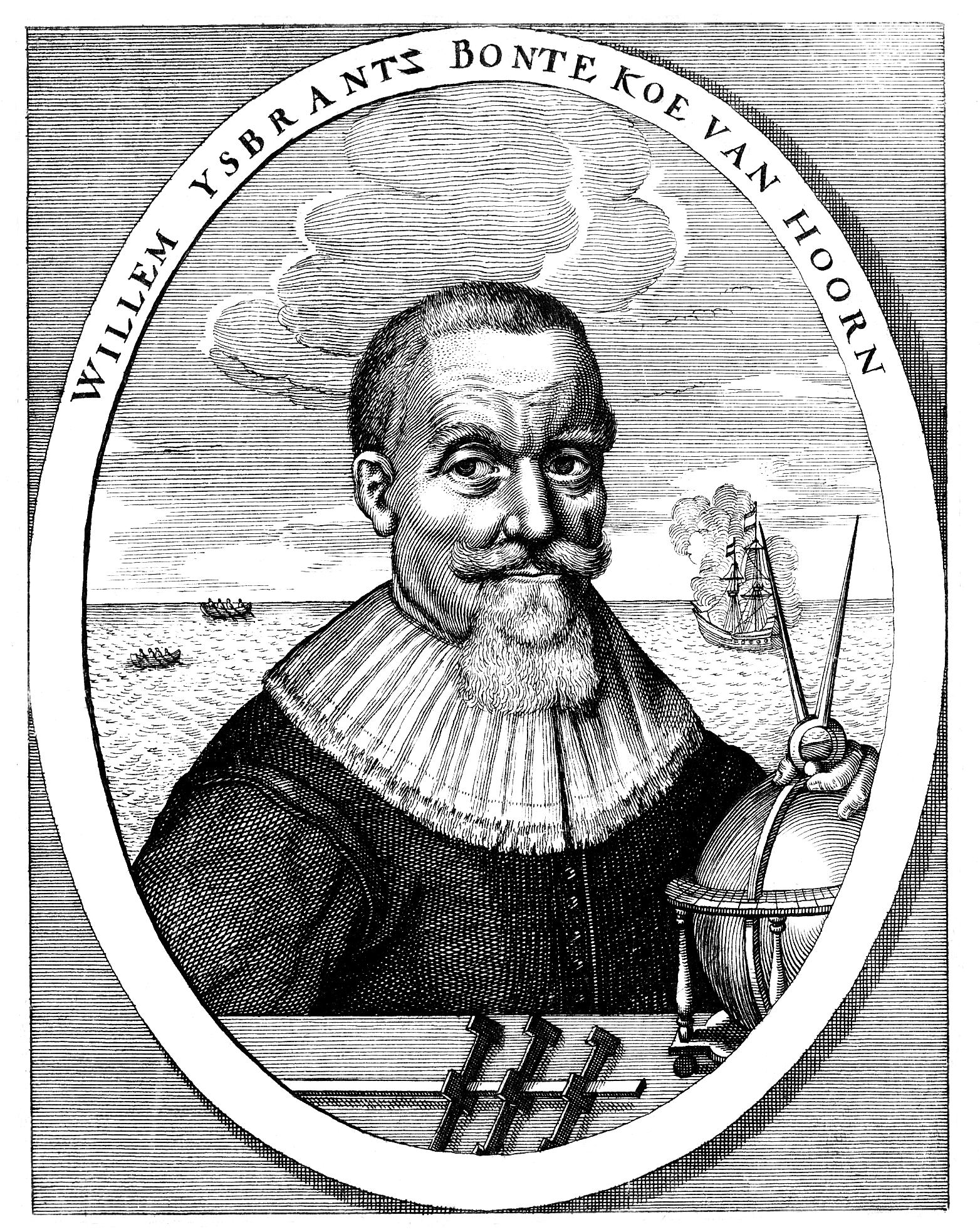

Willem Ysbrandtszoon Bontekoe (2 de junho de 1587 - 1657) foi um explorador neerlandês que foi capitão da Companhia das Índias Orientais Holandesas, pela qual fez apenas uma viagem entre os anos de 1618 e 1625. Ele tornou-se conhecido por causa do diário de suas aventuras que foi publicado em 1646 sob o título Journael ofte gedenckwaerdige beschrijvinge van de Oost-Indische reyse van Willem Ysbrantsz. Bontekoe van Hoorn, begrijpende veel wonderlijcke en gevaerlijcke saecken hem daer in wedervaren (em tradução livre: "Jornal ou descrição memorável da viagem do leste indiano de Willem Bontekoe de Hoorn, incluindo muitas coisas notáveis e perigosas que lhe aconteceram lá").